# Курандеро
Куранде́ро, жен.р. куранде́ра, мн.ч. куранде́рос (исп. curandero/curandera/curanderos букв. «целитель»), — шаман-целитель в Латинской Америке, который прошёл соответствующее обучение и посвящение, и способен лечить психологические и телесные заболевания.
Этот знахарь получает своё особое магическое знание в процессе обучения, проходящего в изоляции в джунглях. Для работы курандеро часто использует энтеогены, вызывающие изменённое состояние сознания. В зависимости от страны, для этого используются различные растения: например, в Перу основные растения аяуаска и кактус Сан-Педро; в своей работе курандеро также использует мапачо, ритуальный табак.
Курандеро часто являлся духовным лидером своего народа. Перуанское племя моче часто изображали курандеро на традиционной керамике.